# Maximilian Karl von Thurn und Taxis

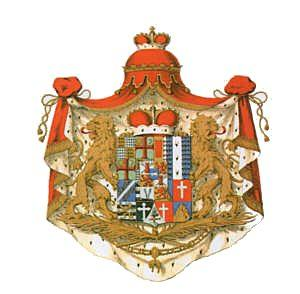
Herb Domu Książęcego Thurn und Taxis

Maximilian Karl von Thurn und Taxis (ur. 3 listopada 1802 w Ratyzbonie; zm. 10 listopada 1871 tamże) był 6 z kolei tytularnym księciem Thurn und Taxis i w latach 1827-1871 głową rodu książęcego.

## Życie
Maksymilian Karol urodzony 3 listopada 1802 był czwartym dzieckiem księcia Karola Aleksandra von Thurn und Taxis i jego małżonki Teresy Matyldy księżnej Mecklenburg-Strelitz. Księżniczka Teresa w dniu 3 listopada napisała o narodzinach syna: W dniu 3 listopada stałam się matką, szczęśliwą matką dużego, sympatycznego chłopca, który otrzymał imię Max. W wieku 9 lat został mianowany dekretem królewskim podporucznikiem 4 rerimentu bawarskiej kawalerii. Po czterech latach nauki w szwajcarskim instytucie kształcenia Hofwyl został książę powołany 25 sierpnia 1822 roku do służby w bawarskim wojsku. Po śmierci ojca w 1827 roku Maksymilian Karol poprosił o zwolnienie ze służby wojskowej. Poświęcił się pracy na rzecz domu Thurn und Taxis, w której to pracy uzyskał wsparcie swojej matki księżnej Teresy.

## Małżeństwa i rodzina
25 sierpnia 1828 roku książę Maksymilian ożenił się z baronową Wilhelmine von Dörnberg, z którą miał pięcioro dzieci. Najstarszy żyjący syn książęcej pary Maksymilian Antoni został księciem następcą. Syn, książę Egon Maksymilian był niezwykle lubiany na dworze i w książęcej rodzinie. Jako jedyny z piątki rodzeństwa dożył 60 roku życia. Małżeństwo Maksymiliana Karola i Wilhelminy trwało 7 lat. Zakończyło się przedwczesną śmiercią księżnej 14 maja 1835 roku w Norymberdze. Maksymilian Karol bardzo przeżył śmierć żony. W książęcym pałacu św. Emmerama wzniósł neogotyckie mauzoleum ku jej czci. Na nagrobku kazał wyryć werset: Tu leży moje szczęście, jej serce śpi tutaj, tutaj miłość lamentuje o wiecznym bólu.
24 stycznia 1839 roku książę ożenił się po raz drugi. W pałacu królewskim w Oettingen poślubił księżniczkę Matyldę Zofię zu Oettingen-Oettingen. Para miała 11 dzieci. Dzięki przyjaźni syna Paula von Thurn und Taxis z królem Ludwikiem II książę Maksymilian w 1866 otrzymał funkcję intendenta monachijskiego teatru królewskiego.

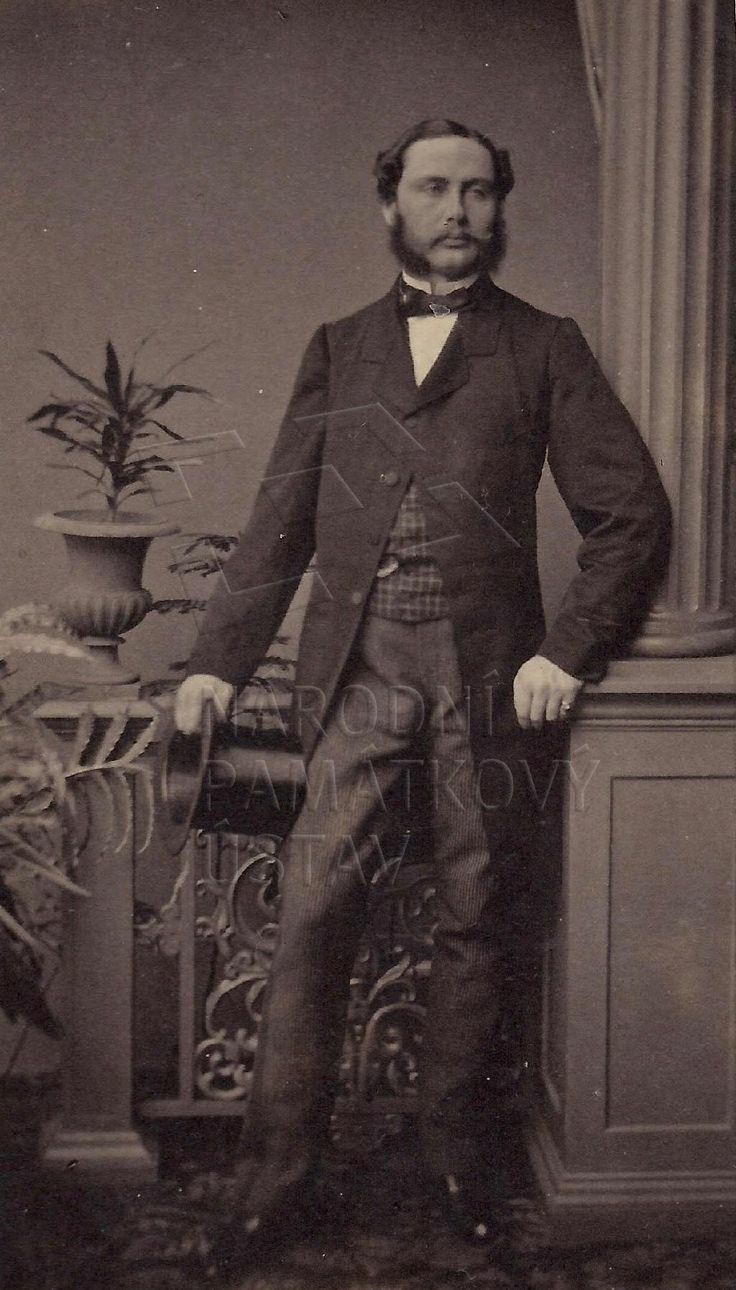
Maximilian Anton von Thurn und Taxis

## Kwestia następstwa tronu
Mimo licznego potomstwa sprawą istotną stała się kwestia ewentualnego następstwa. Większość dzieci księcia Maksymiliana Karola umierała młodo lub bardzo młodo. Książę Karol Wilhelm zmarł tuż po narodzeniu, książę Teodor Jerzy w wieku 32 lat, książę Otto w wieku 38 lat, książę Jerzy 33 czy książę Mikołaj w wieku 21 lat. Najstarszy syn Maksymilian Antoni ożenił się 24 sierpnia 1858 roku z księżniczką Heleną Karoliną Wittelsbach. Małżeństwo księcia następcy trwało prawie 9 lat. Układało się harmonijnie, ale cień na pożycie małżonków kładła ciągła słabość księcia. Maksymilian Antoni nigdy nie był dobrego zdrowia. W miesiąc po narodzinach syna Alberta odbyły się konsultacje medyczne. Zaobserwowano pogłębiającą się wadę nerek. Wysłano księcia na kurację do Karlsbadu. Niestety kuracja okazała się nieskuteczna. Książę zmarł 26 czerwca 1867 roku w Ratyzbonie, szczerze opłakiwany przez żonę i ojca.
W tych okolicznościach następcą księcia Maksymiliana Karola został Maximilian Maria von Thurn und Taxis, syn Maksymiliana Antoniego i Heleny, urodzony w 1862 roku.
Maksymilian Karol przeżył swego syna o cztery lata, a zmarł 10 listopada 1871 roku w pałacu św. Emmerama w Ratyzbonie. Został pochowany w mauzoleum obok pierwszej żony Wilhelminy.

## Odznaczenia
- Order św. Huberta (Bawaria)[5]
- Order Złotego Runa (Austria)[5]
- Order Leopolda I kl. (Austria)[5]
- Order Orła Czarnego (Prusy)[5]
- Order Orła Czerwonego I kl. (Prusy)[5]
- Order św. Grzegorza I kl. (Państwo Kościelne)
- Order św. Aleksandra Newskiego (Rosja)[5]
- Order Korony I kl. (Wirtembergia)[5]
- Order Gwelfów I kl. (Hanower)[5]

## Genealogia
|  |                                                         |  |  |  |  |  |  |  |  |  |  |  |  |  |  |  |
|  | Karl Anselm von Thurn und Taxis (1733–1805) Książę      |  |  |  |  |  |  |  |  |  |  |  |  |  |  |  |
|  |                                                         |  |  |  |  |  |  |  |  |  |  |  |  |  |  |  |
|  |                                                         |  |  |  |  |  |  |  |  |  |  |  |  |  |  |  |
|  | Karl Alexander von Thurn und Taxis (1770–1827) Książę   |  |  |  |  |  |  |  |  |  |  |  |  |  |  |  |
|  |                                                         |  |  |  |  |  |  |  |  |  |  |  |  |  |  |  |
|  |                                                         |  |  |  |  |  |  |  |  |  |  |  |  |  |  |  |
|  | Auguste von Württemberg (1734–1787) Księżniczka         |  |  |  |  |  |  |  |  |  |  |  |  |  |  |  |
|  |                                                         |  |  |  |  |  |  |  |  |  |  |  |  |  |  |  |
|  |                                                         |  |  |  |  |  |  |  |  |  |  |  |  |  |  |  |
|  | Maximilian Karl von Thurn und Taxis (1802–1871) Książę  |  |  |  |  |  |  |  |  |  |  |  |  |  |  |  |
|  |                                                         |  |  |  |  |  |  |  |  |  |  |  |  |  |  |  |
|  |                                                         |  |  |  |  |  |  |  |  |  |  |  |  |  |  |  |
|  | Karl II. zu Mecklenburg (1741–1816) Książę              |  |  |  |  |  |  |  |  |  |  |  |  |  |  |  |
|  |                                                         |  |  |  |  |  |  |  |  |  |  |  |  |  |  |  |
|  |                                                         |  |  |  |  |  |  |  |  |  |  |  |  |  |  |  |
|  | Therese zu Mecklenburg (1773–1839) Księżna              |  |  |  |  |  |  |  |  |  |  |  |  |  |  |  |
|  |                                                         |  |  |  |  |  |  |  |  |  |  |  |  |  |  |  |
|  |                                                         |  |  |  |  |  |  |  |  |  |  |  |  |  |  |  |
|  | Friederike von Hessen-Darmstadt (1752–1782) Księżniczka |  |  |  |  |  |  |  |  |  |  |  |  |  |  |  |
|  |                                                         |  |  |  |  |  |  |  |  |  |  |  |  |  |  |  |
|  |                                                         |  |  |  |  |  |  |  |  |  |  |  |  |  |  |  |